# محمد شرف الدين يالتقايا
محمد شرف الدين يالتقايا (بالتركية: Mehmed Şerafeddin Yaltkaya)‏‏ (1 يناير 1879 في إسطنبول - 23 أبريل 1947 في أنقرة) هو عالمٌ مسلمٌ تُركي. تولى رئاسة منظمة الشؤون الدينية التركية في الفترة ما بين 14 يناير 1942 حتى 23 أبريل 1947. من آثاره: تحقيق كتاب كشف الظنون.